# Maojian
Maojian är ett stadsdistrikt i Shiyan i Hubei-provinsen i centrala Kina.